# Marcin Jastrzębski (fotograf)
Marcin Jastrzębski (ur. 4 sierpnia 1974 w Lublinie) – polski artysta fotograf. Członek rzeczywisty Okręgu Lubelskiego Związku Polskich Artystów Fotografików. Członek rzeczywisty Lubelskiego Towarzystwa Fotograficznego im. Edwarda Hartwiga.

## Życiorys
Marcin Jastrzębski absolwent filozofii Uniwersytetu Marii Curie-Skłodowskiej w Lublinie, związany z lubelskim środowiskiem fotograficznym – mieszka, pracuje, tworzy w Lublinie. Miejsce szczególne w jego twórczości zajmuje fotografia abstrakcyjna, fotografia krajobrazowa, fotografia kreacyjna, fotografia natury, fotografia pejzażowa, fotografia podróżnicza. Fotografuje przy pomocy sprzętu do fotografii cyfrowej oraz sprzętu do fotografii analogowej (również wielkoformatowej). Dużą część swojej twórczości poświęca fotografii otworkowej. 
Marcin Jastrzębski jest autorem i współautorem wielu wystaw fotograficznych w Polsce i za granicą; indywidualnych, zbiorowych, poplenerowych, pokonkursowych. Brał aktywny udział w Międzynarodowych Salonach Fotograficznych, organizowanych (m.in.) pod patronatem Międzynarodowej Federacji Sztuki Fotograficznej (FIAP), zdobywając wiele akceptacji, medali, nagród, wyróżnień, dyplomów, listów gratulacyjnych. W latach 2012, 2013, 2014, 2015 uczestniczył w wystawach zbiorowych oraz aukcjach prac mistrzów polskiej fotografii, w ramach projektu Fotografia Kolekcjonerska. W 2013 roku był gościem międzynarodowego spotkania fotografów Fotográfica Bogotá.
Był członkiem rzeczywistym Lubelskiego Towarzystwa Fotograficznego im. Edwarda Hartwiga. W 2007 roku został przyjęty w poczet członków rzeczywistych Okręgu Lubelskiego Związku Polskich Arttystów Fotografików, w którym od 2011 roku pełnił funkcję wiceprezesa Zarządu Okręgu Lubelskiego ZPAF oraz członka Zarządu Głównego ZPAF (kadencja na lata 2011–2014).

## Nagrody (wybór)
- Zdjęcie roku 2005 (Lubelskie Towarzystwo Fotograficzne 2005)
- Brązowy Medal The Golden – Fotoabstrakcje (Międzynarodowy Salon Fotografii w Danii 2005)
- Brązowy Medal SDF – Falochrony (Międzynarodowy Salon Fotografii w Danii 2005)
- Złoty Medal SDF – Moja Starówka (Międzynarodowy Salon Fotografii w Danii 2005)
- Brązowy Medal – 31st Zagreb Salon (Chorwacja 2006)
- Wyróżnienie Honorowe – 9 Internationaler Voav-Kollektionen Salon (2006)
- Wyróżnienie – XVI Krajowy Salon Fotografii Artystycznej (Żary 2006)
- Medal 4eme Salon Daguerre (Francja 2006)
- III Nagroda – IV Ogólnopolski Konkurs Fotograficzny Moja Europa (Wągrowiec 2006)
- Wyróżnienie kwartalnika Fotografia w konkursie Moja Europa – Zapis Codzienności (2007)
- Złoty Medal Fotoklubu RP – Międzynarodowe Biennale Krajobrazu (Kielce 2012)
- II Nagroda – Międzynarodowe Biennale Krajobrazu (Kielce 2014)[10]
- I Nagroda – XXIV Krajowy Salon Fotografii Artystycznej (Żary 2014)

Źródło